# Lancaster (Kentucky)
Lancaster es una ciudad ubicada en el condado de Garrard en el estado estadounidense de Kentucky. En el Censo de 2010 tenía una población de 3442 habitantes y una densidad poblacional de 684,33 personas por km².

## Geografía
Lancaster se encuentra ubicada en las coordenadas 37°36′52″N 84°35′00″O / 37.61444, -84.58333. Según la Oficina del Censo de los Estados Unidos, Lancaster tiene una superficie total de 5.03 km², de la cual 5.02 km² corresponden a tierra firme y (0.1%) 0.01 km² es agua.

## Demografía
Según el censo de 2010, había 3442 personas residiendo en Lancaster. La densidad de población era de 684,33 hab./km². De los 3442 habitantes, Lancaster estaba compuesto por el 89.34% blancos, el 7.06% eran afroamericanos, el 0.15% eran amerindios, el 0.23% eran asiáticos, el 0% eran isleños del Pacífico, el 1.86% eran de otras razas y el 1.37% pertenecían a dos o más razas. Del total de la población el 2.5% eran hispanos o latinos de cualquier raza.